# Baranowice (powiat milicki)
Baranowice (do 1945 r. niem. Neu Barnitz) – wieś w Polsce położona w województwie dolnośląskim, w powiecie milickim, w gminie Milicz, w dorzeczu Orli.

## Historia
Od roku 1920 do września 1939 była niemiecką (Dolny Śląsk daw. Śląsk, Rejencja wrocławska, Powiat Breslau) wsią graniczną. Po zachodniej stronie osady znajdowały się kamień graniczny J104 oraz szlaban graniczny, który stoi do dziś.
Po 1945 roku całkowicie na obszarze Polski.
1973–1977 w gminie Sułów (1973–75 w powiecie milickim), a 1977–1995 w gminie Żmigród.
W latach 1975–1998 miejscowość należała administracyjnie do województwa wrocławskiego.